# Albert Von Tilzer

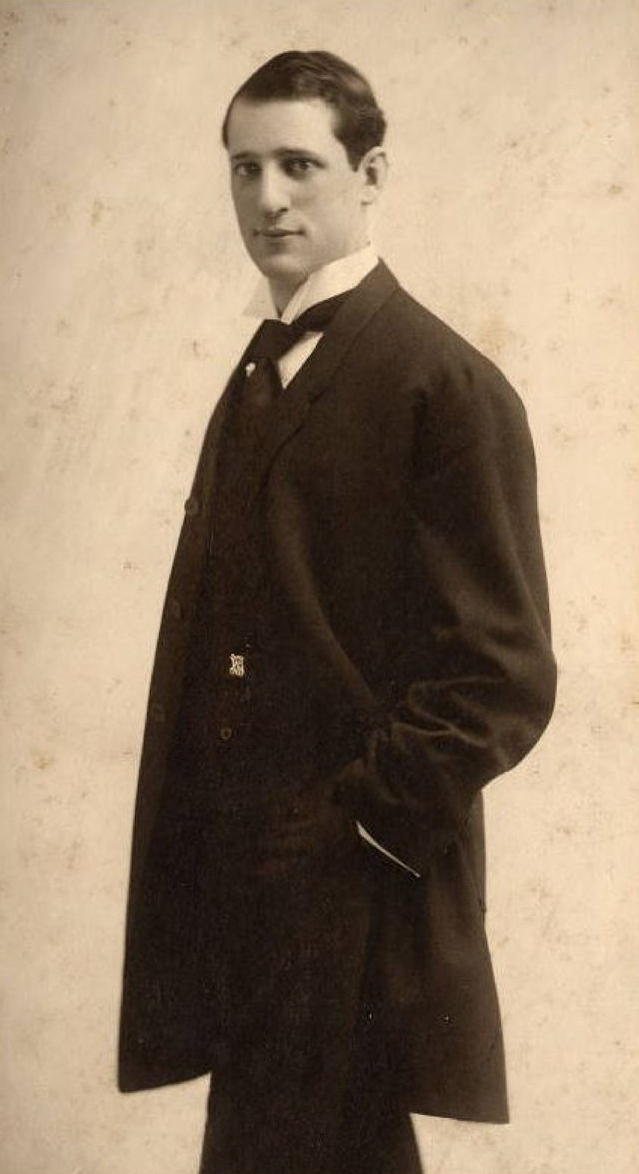

Albert Von Tilzer, geboren als Albert Gumm (Indianapolis, 29 maart 1878 - Los Angeles, 1 oktober 1956) was een Amerikaanse componist, die voor talloze liedjes de muziek schreef, waaronder voor de hit Take Me Out To The Ballgame.
Von Tilzer heette eigenlijk Albert Gumbinski, maar zijn ouders maakten er Gumm van. Albert was de zoon van een schoenmaker die nog vier andere zoons had, die allen in de muziekwereld terecht zouden komen. Een van hen was Harry, die al jong het circus inging als zanger en acrobaat en al vrij snel een artiestennaam aannam: Von Tilzer-Tilzer was de meisjesnaam van zijn moeder. Toen Harry op Tin Pan Alley rond 1898 succes begon te krijgen met door hem geschreven liedjes, namen alle broers de artiestennaam Von Tilzer over.
Albert wilde ook de muziekbusiness in: hij leerde zichzelf piano spelen en werd op een gegeven moment muzikaal directeur van een vaudeville-gezelschap. Rond 1900 vestigde hij zich in New York, waar hij schoenen verkocht, in zijn  vrije tijd schreef hij liedjes. Dankzij Harry, nu mede-eigenaar van een muziekuitgeverij, publiceerde Albert in 1900 zijn eerste liedje. Het werd niks, maar in 1902 had hij zijn eerste succes, het met Arthur J. Lamb geschreven Tell Me That Beautiful Story. Een jaar later scoorde hij met That's What The Daisy Said, uitgegeven door Harry's nieuwe muziekuitgeverij. Het succes van dat liedje deed Albert Von Tilzer besluiten een eigen uitgeverij te beginnen, de York Music Company, met broer Jack.
In de jaren erna groeide hij uit tot een van de top-componisten van Tin Pan Alley. Van rond 1900 tot in de jaren dertig componeerde hij de muziek voor honderden liedjes. Hierbij werkte hij samen met tekstschrijvers als Cecil Mack, Joe Rosey (Lonesome, voor de musical The Schoolgirl, 1904), Billy Johnson (The Moon Has Eyes On You), Arthur Lamb (A Picknick For Two), Junie McCree (Put Your Arms Around Me Honey, 1910) en Harry McPherson. Met laatstgenoemde schreef hij Take Me Out To The Ball Game, een nummer dat nog steeds bij professionele honkbalwedstrijden in Amerika wordt gespeeld.
Een andere liedjesschrijver met wie Von Tilzer succesvol samenwerkte was Lew Brown. Veel van Von Tilzers liedjes na 1912 hadden een tekst van Brown, zoals: Here Comes The Bride, I May Be Gone For A Long, Long Time, I Never Knew I Had A Wonderful Wife, Oh By Jingo!, Chili Bean en Wait Untill You See My Madeline.
In de jaren twintig begon de smaak van het publiek te veranderen en werden zijn liedjes minder populair. Toen de geluidsfilm haar intrede had gedaan verhuisde Von Tilzer naar Californië om songs voor films te componeren, alhoewel hij daar ook nog wel voor musicals schreef. Films waarvoor Von Tilzer geschreven heeft zijn onder meer Rainbow Over Broadway (1933) en Here Comes The Band (1935). In 1935 ging hij met pensioen.
Von Tilzer is opgenomen in de Songwriter's Hall Of Fame.

## Voetnoot
- 1. ↑  Volgens The Parlor Songs Academy heette hij Gummblinsky. Gearchiveerd op 27 augustus 2021.

- Bibsys: 6074140
- Biblioteca Nacional de España: XX921245
- Gemeinsame Normdatei: 140025065
- International Standard Name Identifier: 0000 0001 0922 4228
- Library of Congress Control Number: n89621837
- Nationale Bibliotheek van Letland: 000079825
- MusicBrainz: 83afc8c8-7f20-461c-bb77-a47997e19373
- Nationale Bibliotheek van Tsjechië: mzk2014804352
- Nationale Bibliotheek van Israël: 987007337479705171
- Nationale Bibliotheek van Polen: a0000002679564
- Nederlandse Thesaurus van Auteursnamen: 159203589
- SNAC: w6pr8zhz
- Virtual International Authority File: 87850169
- WorldCat: E39PBJc3GXTpRkbKM88wFBctrq